# Zevergemse Scheldemeersen
De Zevergemse Scheldemeersen zijn een Belgisch natuurgebied langs de Schelde in het Oost-Vlaamse Zevergem, deelgemeente van De Pinte.
Het landschap bestaat uit vochtige meersen, hooiweiden, graslanden, bosjes en rietvelden. Er bloeit onder andere zwanenbloem (Butomus umbellatus), kleine kaardebol (Dipsacus pilosus), slanke waterbies (Eleocharis uniglumis), waterviolier (Hottonia palustris), aarvederkruid (Myriophyllum spicatum), pijptorkruid (Oenanthe fistulosa) en handjesereprijs (Veronica triphyllos). In het meersengebied liggen verschillende oude meanderende Schelde-armen die hun economisch nut verloren na de rechttrekking van de Schelde in de 19de en 20ste eeuw, zoals Bomput, Van Looyput, Krommenhoek, Spanjaard en Doornhammeke. Nu zijn het broedplaatsen voor vogels en bloeit er gele plomp, grote egelskop en grote boterbloem. In de meersen leeft ijsvogel, kleine roodoogjuffer, grote roodoogjuffer, keizerlibel.
Bepaalde stukken van het meersengebied (onder andere Krommenhoek, het Doornhammeke en de Spanjaardmeersen) worden door Natuurpunt Boven-Schelde beheerd als natuurreservaat. Aan de overkant van de Schelde liggen de Merelbeekse Scheldemeersen. Het meersengebied is vrij toegankelijk op de wandelpaden en de bewegwijzerde 'Doornhammeke'-wandelroute van Toerisme Oost-Vlaanderen doorkruist het gebied . Sinds 1981 zijn de meersen als cultuurhistorisch landschap beschermd.

## Afbeeldingen

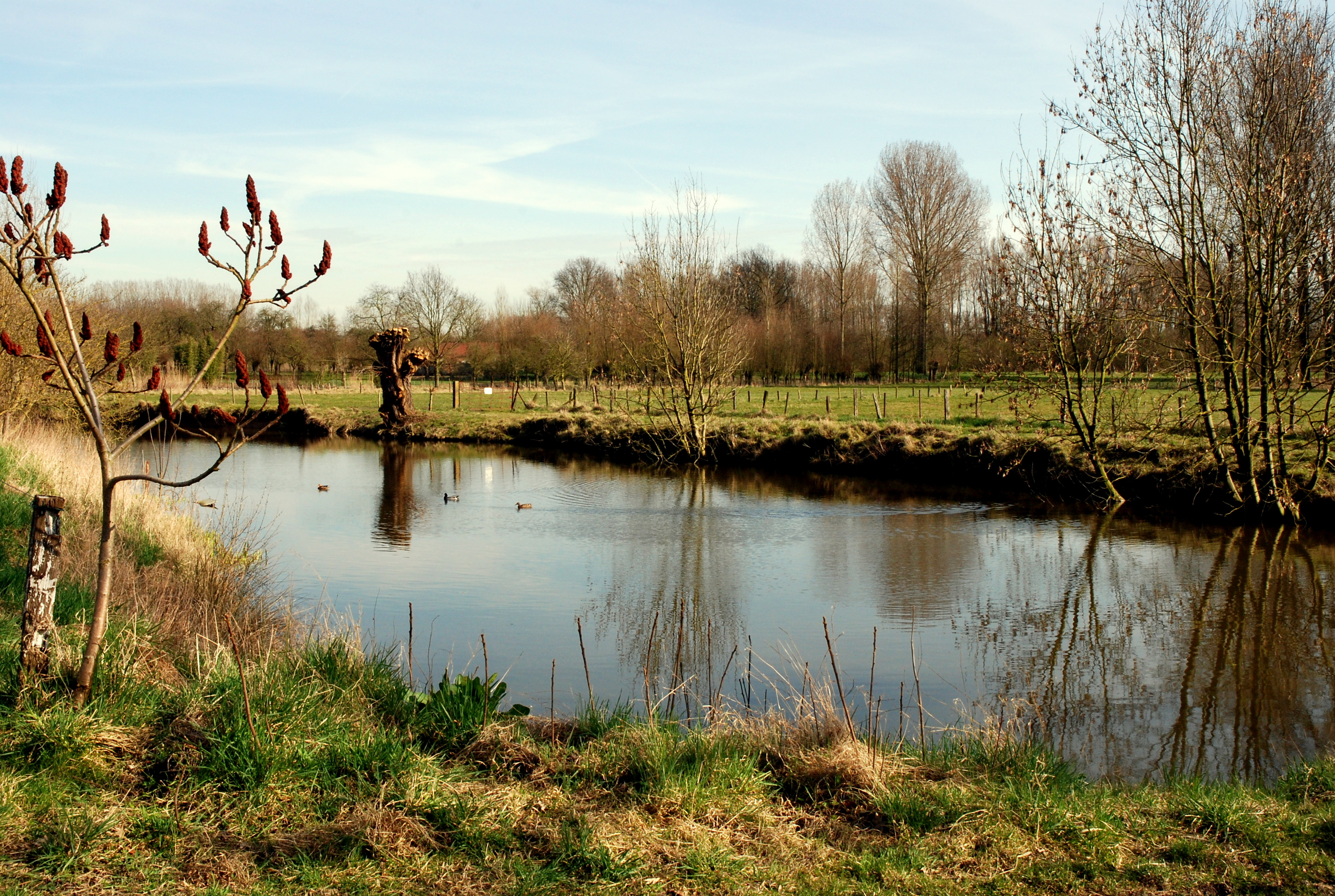
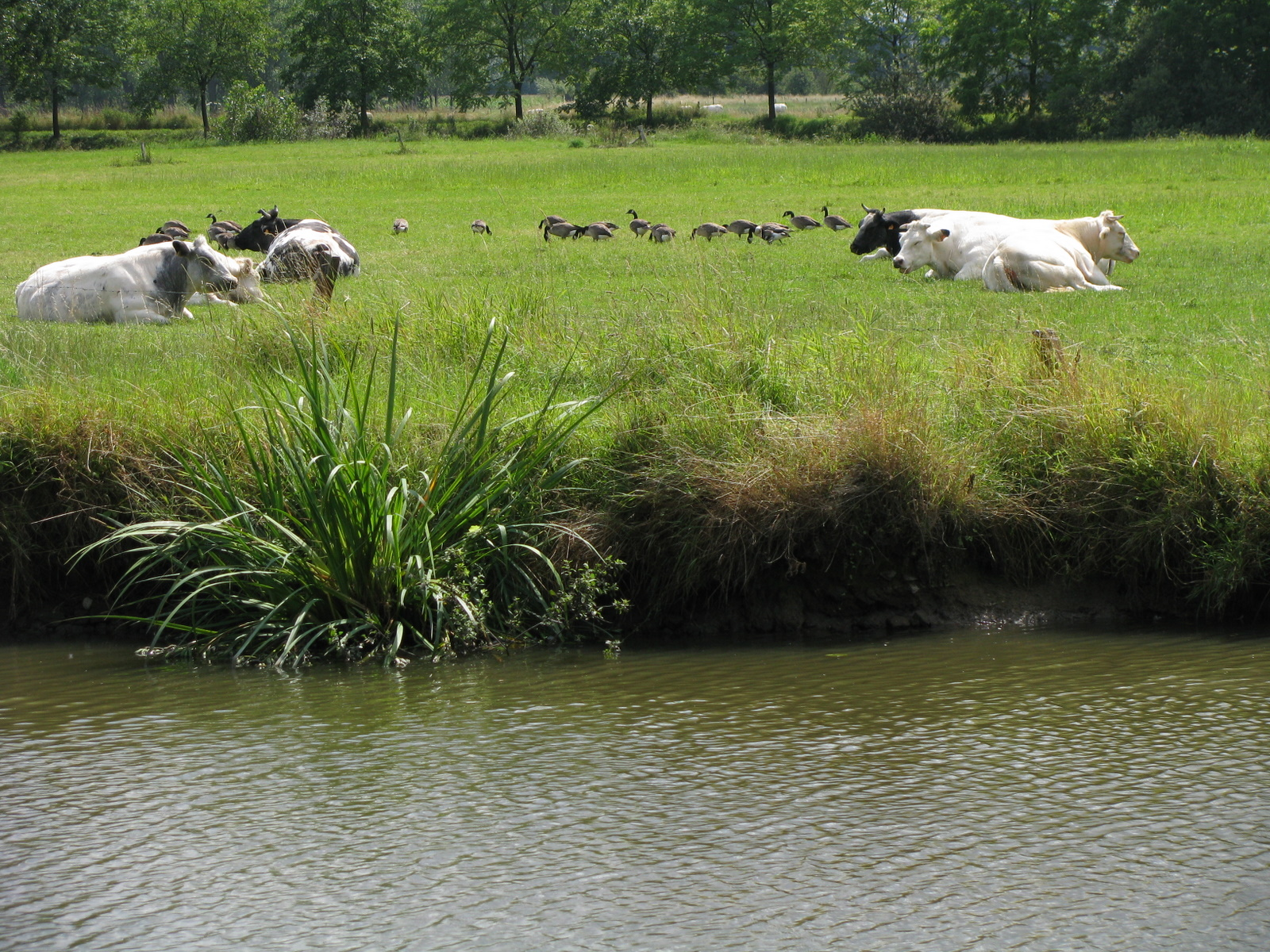
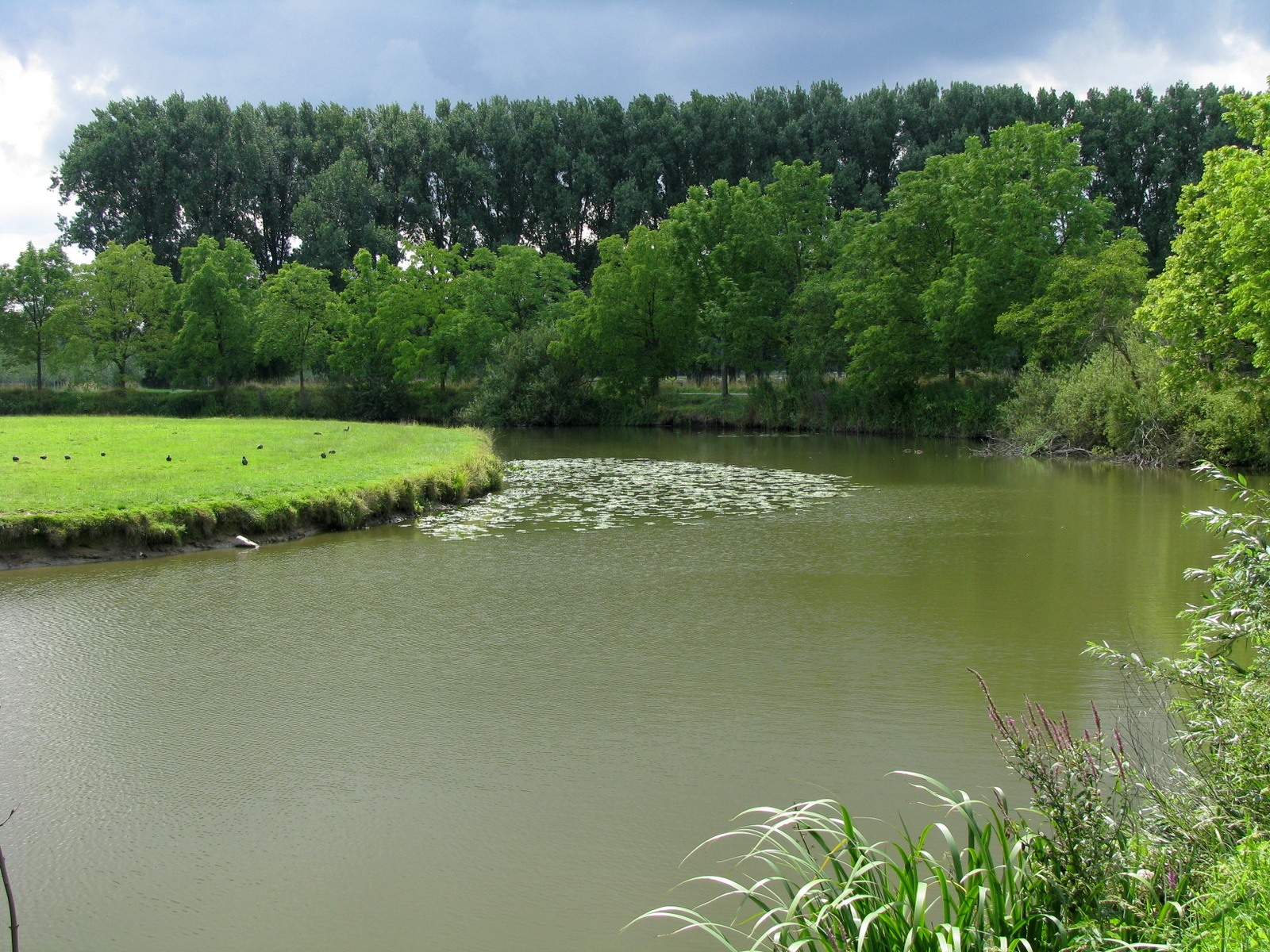
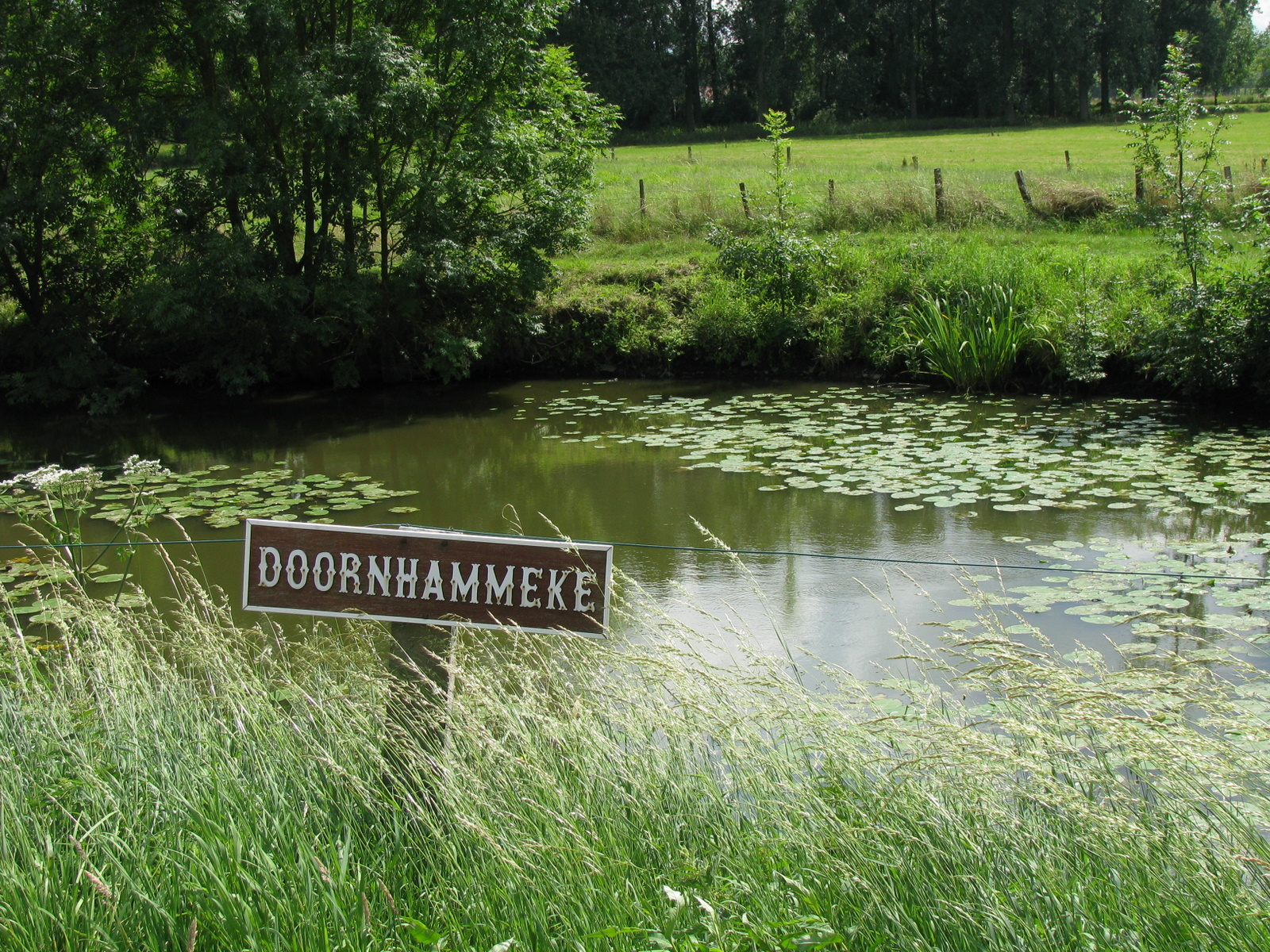
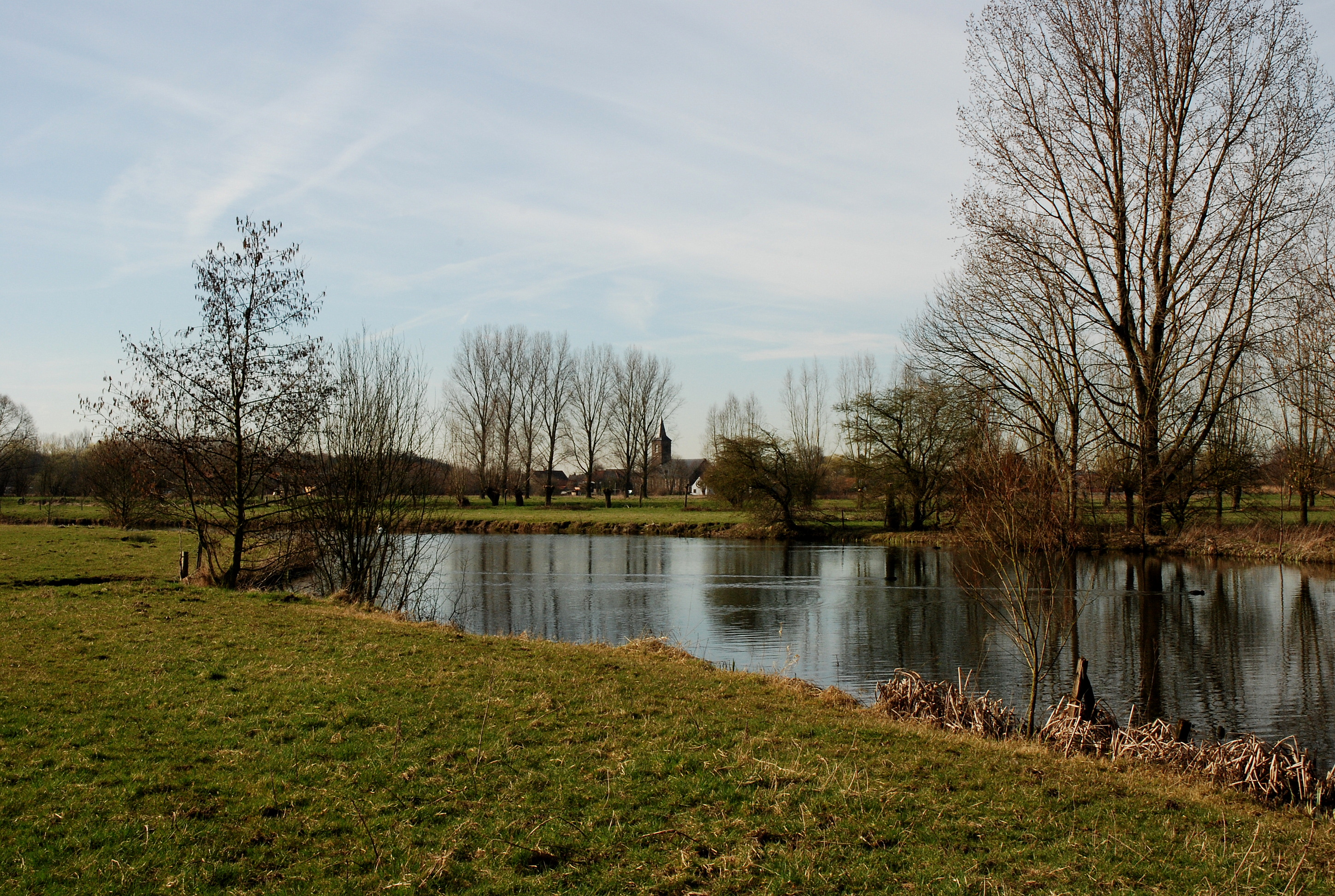
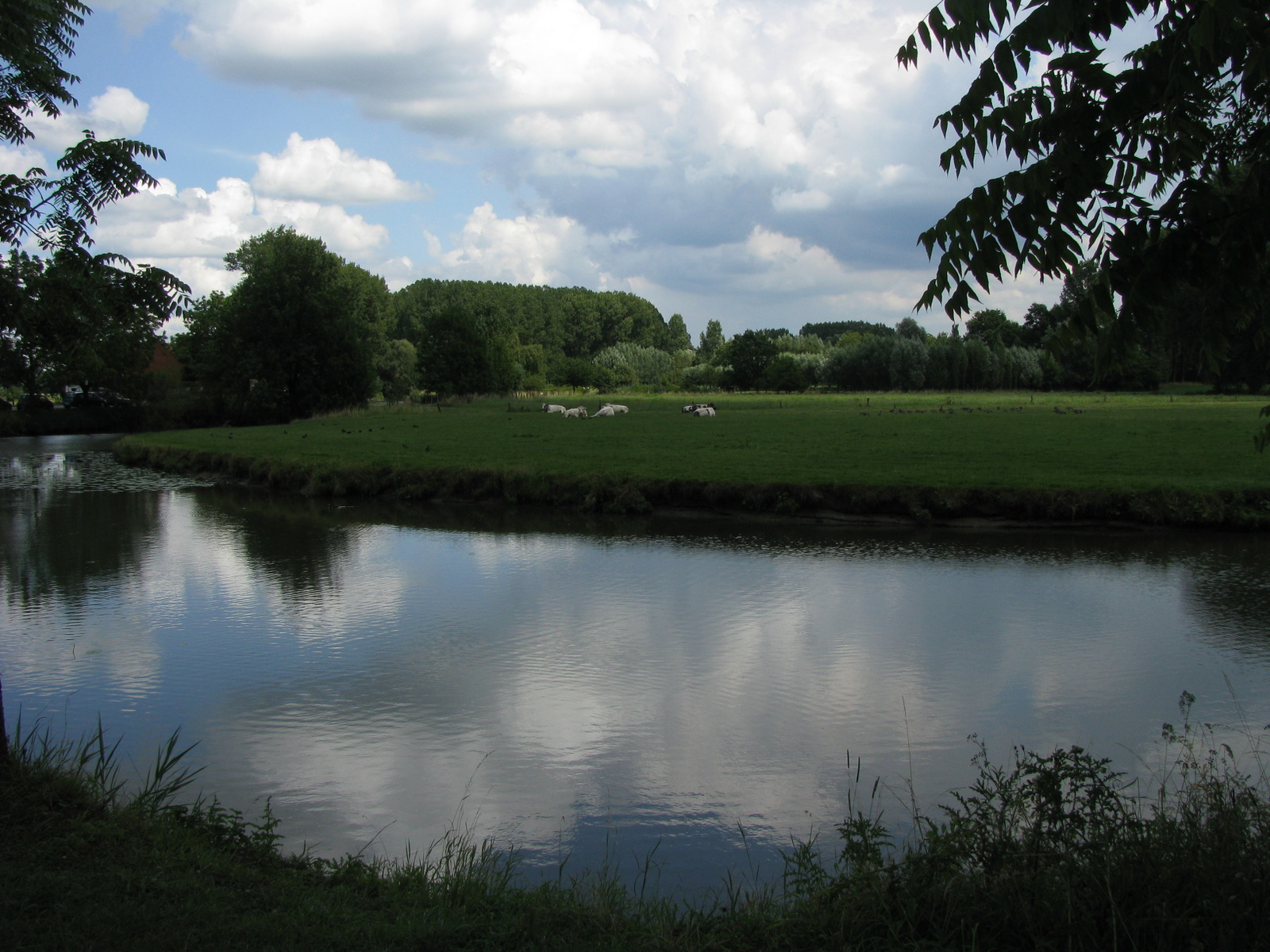